# Никола Ролев
Никола (Коле) Иванов Ролев е български общественик, просветен деец и революционер, деец на Вътрешна македоно-одринска революционна организация.

## Биография
Роден е в Крушево, тогава в Османската империя. Учи в манастир, а след това започва работа като учител. Става първият български учител в родния си град в 1863 година, когато е отворено първото българско училище. Училището се помещава в амурлука на фурната на Тале Църникочов в махалата Мучур. Училището работи до 11868 година.
Взима участие в националноосвободителните борби на българите в Македония и се включва в революционното движение. Умира в 1903 година.
Негов син е революционерът дякон Йосиф Пречистански.

## Памет
На даскал Коле е наречена улица в квартал „Разсадник-Коньовица“ в София (Карта).